# Göteborgs rådhusrätt
Göteborgs rådhusrätt var en rådhusrätt (domstol) som existerade mellan 1624 och 1971, i Göteborgs magistrat och sedan Göteborgs stad. Verksamheten övergick därefter i den 1971 skapade Göteborgs tingsrätt, som har varit verksam sedan dess.
Enligt Göteborgs privilegier 1621 var det bestämt, att domsrätten skulle utövas genom en schöffendomstol, vilken dock aldrig blev verklighet. Men i privilegierna av 1639 var magistraten indelad i tre kollegier, varav ett, bestående av justitiepresidenten och fyra rådmän, hanterade rättsskipningen. Några krav på juridisk utbildning fanns inte för de utsedda rådmännen, utan först 1676 begärdes att sex av de tolv rådmännen skulle vara juridiskt skolade. 
Den 20 juli 1642 inrättades en särskild underrätt benämnd kämnersrätt, en underordnad domstol som upphörde 18 april 1849, varefter all rättsskipning utom polismål sköttes av rådhusrätten. Den första stadgan för rådhusrätten fastställdes av Kungl. Maj:t den 4 december 1849, vilken bland annat innebar att rådhusrätten skulle utgöra två avdelningar; den första bestående av justitieborgmästaren, tre rådmän av justitieklassen och två rådmän av handelsklassen samt den andra av en rådman av justitieklassen, ytterligare två rådmän av nämnda klass samt tre av handelsklassen.  
Från början var rådhusrätten indelad i två avdelningar, men utökades vart och ett av åren 1871, 1904 och 1921 med en ny avdelning. Enligt kungligt brev den 18 juli 1871 kom rådhusrätten att bestå av enbart jurister; justitieborgmästaren, en handels- och politieborgmästare, fem rådmän och sju notarier, alla fördelade på två avdelningar.
Den nya rättegångsbalken infördes 1948, vilken medförde att nämndemän för första gången började tjänstgöra i rådhusrätten. Magistraten upphörde 1965. En helt ny domstolsorganisation infördes år 1971 och då upphörde benämningen rådhusrätt och ersattes med tingsrätt.